# Cal General (Vilagrasseta)
|  | Per a altres significats, vegeu «Cal General». |

Cal General és una casa al centre del nucli de Vilagrasseta, al municipi de Montoliu de Segarra, dins del carrer principal del poble, inclosa a l'Inventari del Patrimoni Arquitectònic de Catalunya.
Aquest edifici se'ns presenta de planta rectangular, estructurada en planta baixa i primer pis, i amb coberta exterior a un vessant. L'obra presenta un parament arrebossat, amb ús de carreus de pedra del país a la porta d'accés. Els elements més destacables i que s'han integrat dins de les remodelacions de l'edifici són les dues portes d'accés. L'una situada a la façana principal de l'edifici situada C/ Major. Es tracta d'una porta d'estructura allindada i amb treball motllurat a la llinda i brancals. L'altra està situada a la façana lateral de l'edifici i s'obre al C/ Font Aquesta se'ns presenta estructurada a partir d'un arc rebaixat, amb un relleu amb forma de segell a la seva clau d'arc, amb la data "1812". Aquesta última porta dona accés a la part agrícola de la casa, al seu celler.
La formació del nucli primitiu de Vilagrassa (actualment anomenat Vilagrasseta) va ser a partir de la segona meitat del segle xi, quan l'any 1059, els comtes de Barcelona Ramon Berenguer I i la seva dona Almodis cediren el puig de Vilagrassa a Dalmau Gerovard i a la seva dona Elizolina perquè hi bastissin un castell. Durant el segle xii, aquest castell passà als Cervera i l'any 1227, Guillem IV de Cervera llegà el terme i el castell, al monestir de Santes Creus. El rei Jaume I, l'any 1255, confirmarà a aquest monestir, la possessió de Vilagrasseta juntament amb els béns que tenia a Cervera i a prop de Tàrrega. Vilagrasseta va ser possessió del monestir de Santes Creus fins a la desamortització del segle xix. Actualment no s'han conservat cap vestigi d'aquest primitiu castell.